# Verein für Leibesübungen von 1899 2012-2013
Questa voce raccoglie le informazioni riguardanti il Verein für Leibesübungen von 1899 nelle competizioni ufficiali della stagione 2012-2013.

## Stagione
Nella stagione 2012-2013 l'Osnabrück, allenato da Claus-Dieter Wollitz e Alexander Ukrow, concluse il campionato di 3. Liga al 3º posto e perse i play-off con la Dinamo Dresda.

## Rosa
| N. |                        | Ruolo | Calciatore            |
| -- | ---------------------- | ----- | --------------------- |
| 1  | Germania (bandiera)    | P     | Manuel Riemann        |
| 2  | Paesi Bassi (bandiera) | D     | Thijs Bouma           |
| 3  | Germania (bandiera)    | C     | Daniel von der Bracke |
| 4  | Germania (bandiera)    | C     | Claus Costa           |
| 5  | Germania (bandiera)    | D     | David Pisot           |
| 6  | Germania (bandiera)    | D     | Alexander Dercho      |
| 7  | Germania (bandiera)    | A     | Gaetano Manno         |
| 8  | Germania (bandiera)    | C     | Timo Staffeldt        |
| 9  | Polonia (bandiera)     | C     | Marcus Piossek        |
| 10 | Germania (bandiera)    | C     | Andreas Glockner      |
| 11 | Germania (bandiera)    | A     | Simon Zoller          |
| 13 | Romania (bandiera)     | A     | Emil Jula             |
| 14 | Germania (bandiera)    | D     | Timo Beermann         |
| 15 | Rep. Ceca (bandiera)   | D     | Martin Hudec          |
| 18 | Germania (bandiera)    | A     | Adriano Grimaldi      |

| N. |                     | Ruolo | Calciatore           |
| -- | ------------------- | ----- | -------------------- |
| 19 | Germania (bandiera) | D     | Nils Fischer         |
| 20 | Germania (bandiera) | P     | Nils Zumbeel         |
| 21 | Germania (bandiera) | D     | Paul Thomik          |
| 22 | Germania (bandiera) | C     | Yannic Thiel         |
| 23 | Germania (bandiera) | C     | Massimilian Porcello |
| 24 | Germania (bandiera) | P     | Marcus Rickert       |
| 25 | Germania (bandiera) | C     | Daniel Latkowski     |
| 27 | Germania (bandiera) | C     | Nico Neidhart        |
| 28 | Germania (bandiera) | P     | Björn Bussmann       |
| 29 | Germania (bandiera) | D     | Sebastian Neumann    |
| 30 | Germania (bandiera) | C     | Niels Hansen         |
| 31 | Germania (bandiera) | D     | Julian Wolf          |
| 32 | Ungheria (bandiera) | C     | Dániel Nagy          |
| 33 | Germania (bandiera) | A     | Malte Nieweler       |

## Organigramma societario
Area tecnica
- Allenatore: Maik Walpurgis
- Allenatore in seconda: Ovid Hajou
- Preparatore dei portieri: Rolf Meyer
- Preparatori atletici:

## Calciomercato

### Sessione estiva
| Acquisti | Acquisti          | Acquisti          | Acquisti |
| R.       | Nome              | da                | Modalità |
| -------- | ----------------- | ----------------- | -------- |
| D        | Thijs Bouma       | Jong Twente       |          |
| D        | Sebastian Neumann | Hertha Berlino II |          |
| P        | Björn Bussmann    | Jahn Ratisbona    |          |
| D        | Alexander Dercho  | Arminia Bielefeld |          |
| A        | Adriano Grimaldi  | Sandhausen        |          |
| A        | Gaetano Manno     | Rot-Weiß Erfurt   |          |
| C        | Dániel Nagy       | Amburgo           |          |
| C        | Marcus Piossek    | Karlsruhe         |          |
| D        | David Pisot       | Ingolstadt 04     |          |
| C        | Timo Staffeldt    | Karlsruhe         |          |
| C        | Yannic Thiel      | Unterhaching      |          |
| D        | Paul Thomik       | Górnik Zabrze     |          |
| A        | Simon Zoller      | Karlsruhe         |          |

| Cessioni | Cessioni          | Cessioni           | Cessioni |
| R.       | Nome              | a                  | Modalità |
| -------- | ----------------- | ------------------ | -------- |
| D        | Florian Riedel    | Kaiserslautern     |          |
| D        | Jan Tauer         | Īraklīs Psachna    |          |
| C        | Michael Gardawski | Viktoria Colonia   |          |
| A        | Rouwen Hennings   | Karlsruhe          |          |
| A        | Paddy John        | AGOVV              |          |
| A        | Elias Kachunga    | Hertha Berlino     |          |
| C        | Kevin Kampl       | Aalen              |          |
| D        | Jan Mauersberger  | Karlsruhe          |          |
| D        | Marco Neppe       | Wuppertal          |          |
| P        | Jarno Peters      | Schalke 04 II      |          |
| D        | Stephan Salger    | Arminia Bielefeld  |          |
| D        | Robin Twyrdy      | Meppen             |          |
| A        | Gerrit Wegkamp    | Fortuna Düsseldorf |          |

### Sessione invernale
| Acquisti | Acquisti       | Acquisti        | Acquisti |
| R.       | Nome           | da              | Modalità |
| -------- | -------------- | --------------- | -------- |
| A        | Emil Jula      | Anorthōsis      |          |
| P        | Marcus Rickert | Rot-Weiß Erfurt |          |

| Cessioni | Cessioni        | Cessioni         | Cessioni |
| R.       | Nome            | a                | Modalità |
| -------- | --------------- | ---------------- | -------- |
| A        | Christian Pauli | SV Wilhelmshaven |          |

## Risultati

### 3. Liga

#### Girone di andata
| Arbitro: | Siebert |

|                      |           |  |
| Manno 42’ Zoller 71’ | Marcatori |  |

| Arbitro: | Leicher |

|  |           |            |
|  | Marcatori | 47’ Thomik |

| Arbitro: | Fischer |

|                          |           |  |
| Staffeldt 29’ Zoller 38’ | Marcatori |  |

| Arbitro: | Stegemann |

|                |           |            |
| Çalhanoğlu 26’ | Marcatori | 48’ Zoller |

| Arbitro: | Brand |

|           |           |  |
| Costa 49’ | Marcatori |  |

| Arbitro: | Bandurski |

|                                    |           |  |
| Grüttner 22’ Fennell 33’ Rühle 86’ | Marcatori |  |

| Arbitro: | Steuer |

|                                          |           |  |
| Zoller 25’ Glockner 46’ Hudec 84’ (rig.) | Marcatori |  |

| Arbitro: | Dingert |

|                    |           |  |
| Kreuels 45’ (rig.) | Marcatori |  |

| Arbitro: | Perl |

|  |           |                          |
|  | Marcatori | 43’ Bischoff 90’ Nəzərov |

| Arbitro: | Petersen |

|  |           |                        |
|  | Marcatori | 54’ Nagy 90’ Staffeldt |

| Arbitro: | Grudzinski |

|             |           |  |
| Piossek 85’ | Marcatori |  |

| Arbitro: | Brand |

|  |           |                               |
|  | Marcatori | 52’, 70’ Piossek 65’ Grimaldi |

| Arbitro: | Alt |

|                        |           |                                 |
| Manno 26’ Beermann 90’ | Marcatori | 34’ Wohlfarth 62’ (rig.) Christ |

| Arbitro: | Dankert |

|            |           |                                                |
| Malura 79’ | Marcatori | 17’ Beermann 81’ (rig.) Staffeldt 90’ Grimaldi |

| Arbitro: | Dittrich |

|                       |           |  |
| Manno 68’ Neumann 78’ | Marcatori |  |

| Arbitro: | Cortus |

|               |           |                    |
| Benyamina 31’ | Marcatori | 60’ Nagy 65’ Manno |

| Arbitro: | Kircher |

|           |           |            |
| Thiel 63’ | Marcatori | 43’ Zoller |

| Osnabrück 17 novembre 2012, ore 14:00 CET 18ª giornata | Osnabrück | 0 – 0 referto | Arminia Bielefeld | Osnatel Arena (16 000 spett.)\| Arbitro: \| Zwayer \| |
| Arbitro:                                               | Zwayer    |               |                   |                                                       |

| Arbitro: | Stark |

|  |           |              |
|  | Marcatori | 79’ Glockner |

#### Girone di ritorno
| Arbitro: | Kunzmann |

|            |           |           |
| Hübner 71’ | Marcatori | 55’ Costa |

| Arbitro: | Dingert |

|                                    |           |  |
| Manno 49’ Beermann 51’ Neumann 54’ | Marcatori |  |

| Arbitro: | Hartmann |

|            |           |                                                 |
| Fetsch 25’ | Marcatori | 23’, 75’ Manno 35’ Piossek 87’ Zoller 88’ Thiel |

| Arbitro: | Winkmann |

|                     |           |                                         |
| Manno 62’ Pisot 84’ | Marcatori | 30’ (rig.), 35’ Çalhanoğlu 54’ Akpoguma |

| Arbitro: | Kunzmann |

|                                           |           |          |
| Pfingsten-Reddig 8’ (rig.) Engelhardt 77’ | Marcatori | 2’ Costa |

| Arbitro: | Beitinger |

|                                   |           |           |
| Staffeldt 10’ Nagy 33’ Zoller 63’ | Marcatori | 24’ Leist |

| Arbitro: | Gerach |

|  |           |                        |
|  | Marcatori | 15’ Piossek 21’ Zoller |

| Arbitro: | Rohde |

|           |           |  |
| Manno 52’ | Marcatori |  |

| Arbitro: | Dingert |

|                    |           |            |
| Kara 11’, 19’, 26’ | Marcatori | 40’ Zoller |

| Arbitro: | Blos |

|                      |           |                             |
| Pisot 45’ Zoller 53’ | Marcatori | 26’ (rig.) Fink 88’ Förster |

| Arbitro: | Perl |

|               |           |  |
| Zimmerman 55’ | Marcatori |  |

| Arbitro: | Dietz |

|                                    |           |                                      |
| Jula 69’, 90’ Staffeldt 71’ (rig.) | Marcatori | 16’ (rig.) Mendy 61’ (aut.) Beermann |

| Arbitro: | Valentin |

|                                     |           |                        |
| Ivana 45’ Janjić 67’ Vunguidica 85’ | Marcatori | 4’ Beermann 70’ Zoller |

| Arbitro: | Sippel |

|                          |           |                                  |
| Zoller 17’ Staffeldt 67’ | Marcatori | 42’ (rig.) Schnatterer 90’ Kraus |

| Arbitro: | Siebert |

|                |           |                                 |
| Ziegenbein 40’ | Marcatori | 42’ (rig.) Staffeldt 63’ Zoller |

| Arbitro: | Storks |

|                        |           |  |
| Zoller 34’ Piossek 72’ | Marcatori |  |

| Arbitro: | Stieler |

|               |           |  |
| Staffeldt 39’ | Marcatori |  |

| Arbitro: | Stark |

|           |           |  |
| Hille 56’ | Marcatori |  |

| Arbitro: | Wingenbach |

|                                          |           |  |
| Piossek 10’, 38’ Costa 18’ Staffeldt 86’ | Marcatori |  |

#### Spareggio promozione-retrocessione
| Arbitro: | Perl |

|           |           |  |
| Manno 43’ | Marcatori |  |

| Arbitro: | Gagelmann |

|                    |           |  |
| Fiél 30’ Ouali 72’ | Marcatori |  |

## Statistiche

### Statistiche di squadra
| Competizione                       | Punti | In casa | In casa | In casa | In casa | In casa | In casa | In trasferta | In trasferta | In trasferta | In trasferta | In trasferta | In trasferta | Totale | Totale | Totale | Totale | Totale | Totale | DR  |
| Competizione                       | Punti | G       | V       | N       | P       | Gf      | Gs      | G            | V            | N            | P            | Gf           | Gs           | G      | V      | N      | P      | Gf     | Gs     | DR  |
| ---------------------------------- | ----- | ------- | ------- | ------- | ------- | ------- | ------- | ------------ | ------------ | ------------ | ------------ | ------------ | ------------ | ------ | ------ | ------ | ------ | ------ | ------ | --- |
| 3. Liga                            | 73    | 19      | 13      | 4       | 2       | 36      | 14      | 19           | 9            | 3            | 7            | 28           | 21           | 38     | 22     | 7      | 9      | 64     | 35     | +29 |
| Spareggio promozione-retrocessione | -     | 1       | 1       | 0       | 0       | 1       | 0       | 1            | 0            | 0            | 1            | 0            | 2            | 2      | 1      | 0      | 1      | 1      | 2      | -1  |
| Totale                             | 73    | 20      | 14      | 4       | 2       | 37      | 14      | 20           | 9            | 3            | 8            | 28           | 23           | 40     | 23     | 7      | 10     | 65     | 37     | +28 |

### Andamento in campionato
| Giornata  | 1 | 2 | 3 | 4 | 5 | 6 | 7 | 8 | 9 | 10 | 11 | 12 | 13 | 14 | 15 | 16 | 17 | 18 | 19 | 20 | 21 | 22 | 23 | 24 | 25 | 26 | 27 | 28 | 29 | 30 | 31 | 32 | 33 | 34 | 35 | 36 | 37 | 38 |
| --------- | - | - | - | - | - | - | - | - | - | -- | -- | -- | -- | -- | -- | -- | -- | -- | -- | -- | -- | -- | -- | -- | -- | -- | -- | -- | -- | -- | -- | -- | -- | -- | -- | -- | -- | -- |
| Luogo     | C | T | C | T | C | T | C | T | C | T  | C  | T  | C  | T  | C  | T  | T  | C  | T  | T  | C  | T  | C  | T  | C  | T  | C  | T  | C  | T  | C  | T  | C  | T  | C  | C  | T  | C  |
| Risultato | V | V | V | N | V | P | V | P | P | V  | V  | V  | N  | V  | V  | V  | N  | N  | V  | N  | V  | V  | P  | P  | V  | V  | V  | P  | N  | P  | V  | P  | N  | V  | V  | V  | P  | V  |
| Posizione | 2 | 1 | 1 | 2 | 2 | 3 | 2 | 3 | 5 | 4  | 3  | 2  | 2  | 2  | 1  | 1  | 1  | 1  | 1  | 1  | 1  | 1  | 1  | 3  | 2  | 2  | 1  | 4  | 4  | 4  | 4  | 4  | 4  | 4  | 4  | 3  | 4  | 3  |

Legenda:

Luogo: C = Casa; T = Trasferta. Risultato: V = Vittoria; N = Pareggio; P = Sconfitta.

### Statistiche dei giocatori
| Giocatore         | 3. Liga  | 3. Liga | 3. Liga     | 3. Liga    | Relegation 2. Bundesliga | Relegation 2. Bundesliga | Relegation 2. Bundesliga | Relegation 2. Bundesliga | Totale   | Totale | Totale      | Totale     |
| Giocatore         | Presenze | Reti    | Ammonizioni | Espulsioni | Presenze                 | Reti                     | Ammonizioni              | Espulsioni               | Presenze | Reti   | Ammonizioni | Espulsioni |
| ----------------- | -------- | ------- | ----------- | ---------- | ------------------------ | ------------------------ | ------------------------ | ------------------------ | -------- | ------ | ----------- | ---------- |
| T. Beermann       | 28       | 4       | 3           | 0          | 1                        | 0                        | 1                        | 0                        | 29       | 4      | 4           | 0          |
| T. Bouma          | 8        | 0       | 1           | 0          | 0                        | 0                        | 0                        | 0                        | 8        | 0      | 1           | 0          |
| B. Bussmann       | 0        | 0       | 0           | 0          | 0                        | 0                        | 0                        | 0                        | 0        | 0      | 0           | 0          |
| C. Costa          | 32       | 4       | 4           | 0          | 2                        | 0                        | 0                        | 0                        | 34       | 4      | 4           | 0          |
| A. Dercho         | 37       | 0       | 7           | 0          | 2                        | 0                        | 1                        | 0                        | 39       | 0      | 8           | 0          |
| N. Fischer        | 31       | 0       | 2           | 0          | 2                        | 0                        | 0                        | 0                        | 33       | 0      | 2           | 0          |
| A. Glockner       | 23       | 2       | 2           | 0          | 2                        | 0                        | 0                        | 0                        | 25       | 2      | 2           | 0          |
| A. Grimaldi       | 27       | 2       | 5           | 0          | 2                        | 0                        | 0                        | 0                        | 29       | 2      | 5           | 0          |
| N. Hansen         | 0        | 0       | 0           | 0          | 0                        | 0                        | 0                        | 0                        | 0        | 0      | 0           | 0          |
| M. Hudec          | 14       | 1       | 5           | 0          | 0                        | 0                        | 0                        | 0                        | 14       | 1      | 5           | 0          |
| E. Jula           | 8        | 2       | 0           | 0          | 0                        | 0                        | 0                        | 0                        | 8        | 2      | 0           | 0          |
| D. Latkowski      | 3        | 0       | 0           | 0          | 0                        | 0                        | 0                        | 0                        | 3        | 0      | 0           | 0          |
| G. Manno          | 37       | 9       | 4           | 1          | 2                        | 1                        | 1                        | 0                        | 39       | 10     | 5           | 1          |
| D. Nagy           | 33       | 3       | 8           | 0          | 0                        | 0                        | 0                        | 0                        | 33       | 3      | 8           | 0          |
| N. Neidhart       | 2        | 0       | 0           | 0          | 0                        | 0                        | 0                        | 0                        | 2        | 0      | 0           | 0          |
| S. Neumann        | 26       | 2       | 1           | 0          | 1                        | 0                        | 0                        | 0                        | 27       | 2      | 1           | 0          |
| M. Nieweler       | 0        | 0       | 0           | 0          | 0                        | 0                        | 0                        | 0                        | 0        | 0      | 0           | 0          |
| C. Pauli          | 0        | 0       | 0           | 0          | 0                        | 0                        | 0                        | 0                        | 0        | 0      | 0           | 0          |
| M. Piossek        | 36       | 8       | 3           | 1          | 2                        | 0                        | 0                        | 0                        | 38       | 8      | 3           | 1          |
| D. Pisot          | 38       | 2       | 3           | 0          | 2                        | 0                        | 0                        | 0                        | 40       | 2      | 3           | 0          |
| M. Porcello       | 0        | 0       | 0           | 0          | 0                        | 0                        | 0                        | 0                        | 0        | 0      | 0           | 0          |
| M. Rickert        | 5        | 0       | 0           | 1          | 0                        | 0                        | 0                        | 0                        | 5        | 0      | 0           | 1          |
| M. Riemann        | 31       | 0       | 3           | 2          | 2                        | 0                        | 0                        | 0                        | 33       | 0      | 3           | 2          |
| T. Staffeldt      | 37       | 9       | 7           | 0          | 2                        | 0                        | 1                        | 0                        | 39       | 9      | 8           | 0          |
| Y. Thiel          | 19       | 1       | 0           | 0          | 2                        | 0                        | 1                        | 0                        | 21       | 1      | 1           | 0          |
| P. Thomik         | 14       | 1       | 0           | 1          | 2                        | 0                        | 0                        | 0                        | 16       | 1      | 0           | 1          |
| J. Wolf           | 0        | 0       | 0           | 0          | 0                        | 0                        | 0                        | 0                        | 0        | 0      | 0           | 0          |
| S. Zoller         | 36       | 14      | 7           | 1          | 2                        | 0                        | 0                        | 0                        | 38       | 14     | 7           | 1          |
| N. Zumbeel        | 5        | 0       | 0           | 0          | 0                        | 0                        | 0                        | 0                        | 5        | 0      | 0           | 0          |
| D. von der Bracke | 0        | 0       | 0           | 0          | 0                        | 0                        | 0                        | 0                        | 0        | 0      | 0           | 0          |